# ウェスト・ハベストロー

ロックランド郡内の位置

ウエスト・ハベストロー（West Havestraw）は、アメリカ合衆国ニューヨーク州のロックランド郡にある村。人口は1万0295人（2000年）。9Wというハドソン川を沿って北に延びる道路が通っており、ロックランド郡の交通局が立地している。行政上はハベストロー町に含まれる。